# Adolfo Bullrich

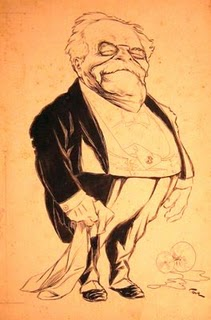
Karikatur von Adolfo Bullrich

Adolfo Jorge Bullrich (* 30. Dezember 1833 in Buenos Aires, Argentinien; † 8. März 1904 in Paris, Frankreich) war ein argentinischer Unternehmer und Politiker. Vom 20. Oktober 1898 bis zum 20. Oktober 1902 war er Bürgermeister der argentinischen Hauptstadt Buenos Aires.

## Leben
Adolfo Bullrich wurde 1833 als Sohn des Deutschen Augusto Bullrich in Buenos Aires geboren. Sein Vater kam als Kriegsgefangener nach Argentinien und blieb dort nach seiner Freilassung. Er studierte in Deutschland, 1869 trat er in Buenos Aires einer Freimaurerloge bei.
Am 3. April 1867 gründete Bullrich die Firma Adolfo Bullrich y Cía., ein Auktions- und Konsignationshaus. Das Gebäude beherbergt heute das Einkaufszentrum Patio Bullrich.
1898 wurde Bullrich vom Präsidenten Julio Argentino Roca zum Bürgermeister von Buenos Aires ernannt und übte dieses Amt vier Jahre lang aus. In seine Amtszeit fiel die Einweihung des Nereiden-Brunnens, der wegen seiner Skulptur der Venus für Empörung sorgte und mehrmals umzog. 1900 ernannte er Jorge Newbery zum „Director del Servicio de Alumbrado de la Municipalidad“.
Bullrich starb 1904, im Alter von 70 Jahren, in Paris und fand seine letzte Ruhestätte auf dem Friedhof La Recoleta.